# メイワパッサー
メイワパッサーは日本生まれの競走馬、種牡馬。

## 経歴
明和牧場が繁殖牝馬・バンバレラをアメリカ合衆国で種牡馬・バックパサーと交配させ、日本で出産させたことで誕生した持込馬であった。父と母の父が兄弟という強烈なインブリードのためか、終始脚部不安に悩まされ続け、競走成績は中央競馬で条件戦を3勝しただけだったが、いずれも強い勝ち方だった。
血統的希少価値を見込まれ、6歳（旧表記）で競走馬を引退したあとは明和牧場で種牡馬となった。当初産駒がまったく走らず、牧場は当て馬にすることを検討したが、初年度産駒の一頭であるビックパッサーが1985年の京王杯オータムハンデキャップで2着になるなど活躍したことでその危機は回避され、さらに1990年代に入りスプライトパッサー（凱旋門賞馬サンサンとの間に生まれた仔）、スタビライザー、フジノパッサーなどが相次いで中央競馬および地方競馬の重賞を優勝するなかで明和牧場の主力種牡馬の一頭としての地位を確立した。1997年に用途変更のあとは明和牧場で余生を送っていたが、1999年に死亡した。

## おもな産駒
- スタビライザー（牡、1988年生） 帝王賞優勝
- スプライトパッサー（牝、1987年生） 関屋記念優勝
- フジノパッサー（牝、1987年生） 関東オークス優勝

## 血統表
| メイワパッサーの血統（バックパサー系 / Busanda 2×3=37.50%、Teddy 5×5=6.25%） | メイワパッサーの血統（バックパサー系 / Busanda 2×3=37.50%、Teddy 5×5=6.25%） | メイワパッサーの血統（バックパサー系 / Busanda 2×3=37.50%、Teddy 5×5=6.25%） | （血統表の出典）      | （血統表の出典） |
| 父 Buckpasser 1963 鹿毛                                                      | 父の父Tom Fool 1949 鹿毛                                                     | Menow                                                                        | Pharamond             | Pharamond        |
| 父 Buckpasser 1963 鹿毛                                                      | 父の父Tom Fool 1949 鹿毛                                                     | Menow                                                                        | Alcibiades            |                  |
| 父 Buckpasser 1963 鹿毛                                                      | 父の父Tom Fool 1949 鹿毛                                                     | Gaga                                                                         | Bull Dog              | Bull Dog         |
| 父 Buckpasser 1963 鹿毛                                                      | 父の父Tom Fool 1949 鹿毛                                                     | Gaga                                                                         | Alpoise               |                  |
| 父 Buckpasser 1963 鹿毛                                                      | 父の母Busanda 1947 青毛                                                      | War Admiral                                                                  | Man o'War             | Man o'War        |
| 父 Buckpasser 1963 鹿毛                                                      | 父の母Busanda 1947 青毛                                                      | War Admiral                                                                  | Brushup               |                  |
| 父 Buckpasser 1963 鹿毛                                                      | 父の母Busanda 1947 青毛                                                      | Businesslike                                                                 | Blue Larkspur         | Blue Larkspur    |
| 父 Buckpasser 1963 鹿毛                                                      | 父の母Busanda 1947 青毛                                                      | Businesslike                                                                 | La Troienne           |                  |
| 母 *バンバレラ Bambarella 1970 鹿毛                                          | 母の父Bupers 1961 黒鹿毛                                                     | Double Jay                                                                   | Balladier             | Balladier        |
| 母 *バンバレラ Bambarella 1970 鹿毛                                          | 母の父Bupers 1961 黒鹿毛                                                     | Double Jay                                                                   | Broomshot             |                  |
| 母 *バンバレラ Bambarella 1970 鹿毛                                          | 母の父Bupers 1961 黒鹿毛                                                     | Busanda                                                                      | War Admiral           | War Admiral      |
| 母 *バンバレラ Bambarella 1970 鹿毛                                          | 母の父Bupers 1961 黒鹿毛                                                     | Busanda                                                                      | Businesslike          |                  |
| 母 *バンバレラ Bambarella 1970 鹿毛                                          | 母の母Ambarella 1965 鹿毛                                                    | Ambiorix                                                                     | Tourbillon            | Tourbillon       |
| 母 *バンバレラ Bambarella 1970 鹿毛                                          | 母の母Ambarella 1965 鹿毛                                                    | Ambiorix                                                                     | Lavendula II          |                  |
| 母 *バンバレラ Bambarella 1970 鹿毛                                          | 母の母Ambarella 1965 鹿毛                                                    | Farullah                                                                     | Nasrullah             | Nasrullah        |
| 母 *バンバレラ Bambarella 1970 鹿毛                                          | 母の母Ambarella 1965 鹿毛                                                    | Farullah                                                                     | Be Faithful F-No.19-b |                  |

姪に小倉3歳ステークスの勝ち馬マルカアイリス、4代母Be Faithfulの兄に日本に輸入された種牡馬・ブリッカバックがいる。